# Théâtre de l'Athénée

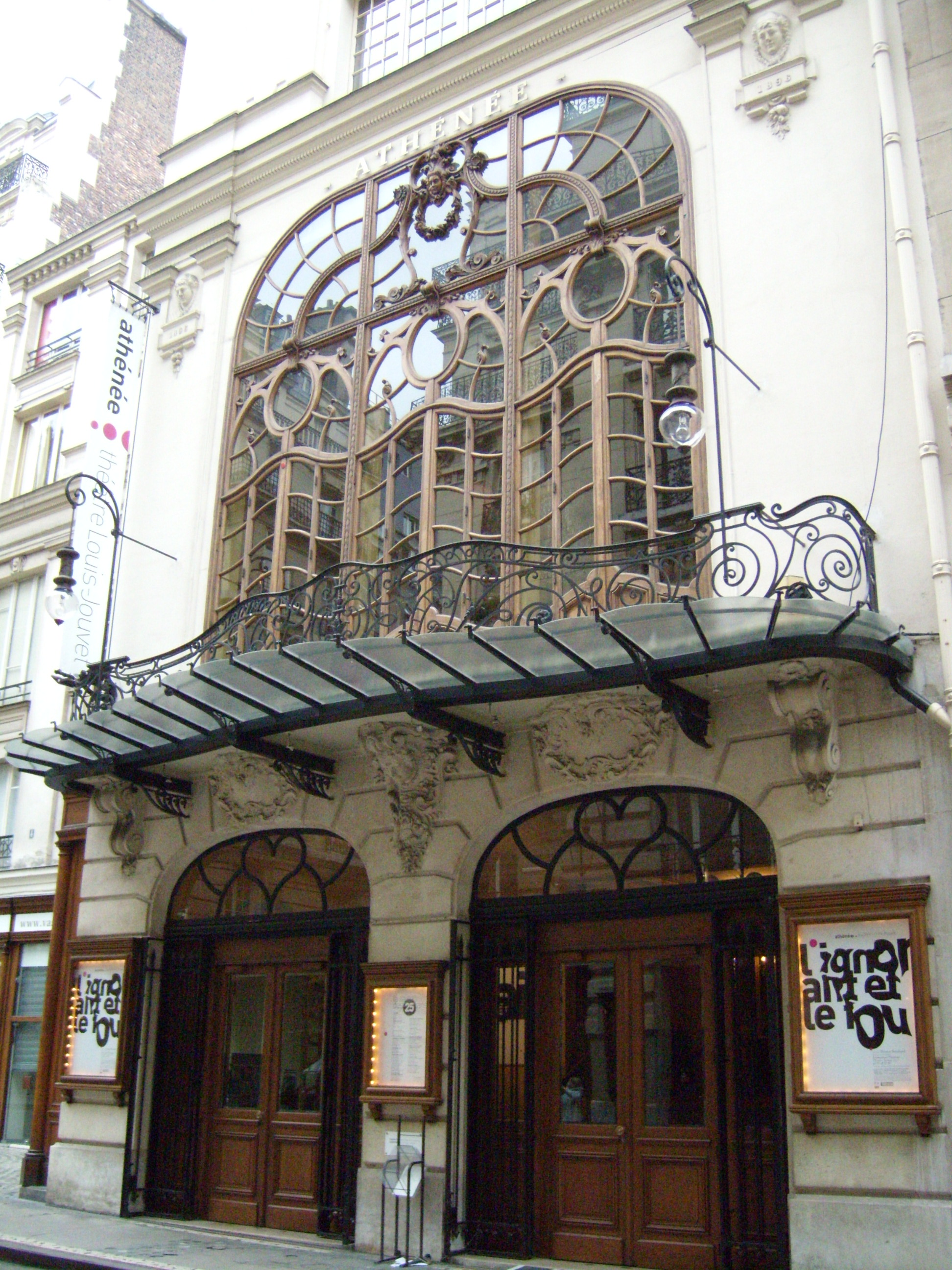
El Théâtre de l'Athénée

El Théâtre de l'Athénée es un teatro de París situado en el número 7 rue Boudreau del distrito 9. Declarado monumento histórico en 1995 fue dirigido por Louis Jouvet entre 1934 y 1951. Hoy lleva su nombre (Théâtre de l'Athénée-Louis Jouvet).
El gran Éden-Théâtre fue construido por Wiliam Klein y Albert Duclos en estilo orientalista y art nouveau se inauguró el 17 de enero de 1883 con 4000 localidades. En esta sala se pordujo el estreno parisino de Lohengrin de Richard Wagner. El inmenso teatro fue parcialmente demolido en 1893, entonces se llamaba 
Grand-Théâtre (1890-1893).
En 1894 Stanislas Loison y luego Paul Fouquiau habilitaron en el foyer del teatro una sala con 570 plateas, estrenándose allí Salomé de Oscar Wilde. En 1899 fue rebautizado Théâtre de l'Athénée.
El teatro conoció la fama cuando Louis Jouvet crea allí la mayor parte de la obra de Jean Giraudoux y los clásicos de Molière y Corneille con la participación del pintor Christian Bérard.
A la muerte de Jouvet, asume la dirección Pierre Renoir y en 1956 le siguen Françoise Grammont y Françoise Spira en 1962. 
Entre 1977 y 1981, es dirigido por Pierre Bergé, que incorpora la sala pequeña bautizada Christian Bérard, y con la serie Lundis Musicaux, brinda grandes voces líricas de la época. Además produce obras de y con Antoine Vitez, Jean Marais, Pierre Dux, Delphine Seyrig, Peter Brook, Jean Vilar, Claude Régy, Matthias Langhoff, Pierre Brasseur, María Casares y Jeanne Moreau. 
En 1982, Pierre Bergé lo cedió al Estado por un precio simbólico de 1 euro. El fundador del festival de verano, Patrice Martinet, lo dirige desde 1993.
Declarada monumento histórico nacional en 1995 y renovado en 1996.